# Червонський цукровий завод
Червонський цукровий завод — підприємство харчової промисловості в селищі Червоне, Бердичівського району, Житомирської області.

## Історія
Наприкінці 1860-х років підприємці Терещенки активно скуповували маєтності на Правобережній Україні, переважно в польських поміщиків. Зокрема в селі Червоне Микола Терещенко придбав у вдови графа Адольфа Грохольського неоготичний маєток і 16207 десятин землі. На цій землі 1870 року було засновано цукровий завод. У 1877–1887 рр. середній щорічний прибуток Червонського маєтку складав 12034 рублів (прибуток від цукрового заводу і супутньої сільськогосподарської діяльності). На початок ХХ століття завод належав до дюжини найбільших цукрових заводів Російської Імперії.
Наразі на базі Червонського цукрового заводу створено ПАТ "Червонський цукровик", яке входить до структури ПП "Агрофірма "Світанок". Потужність заводу становить 2500 тонн цукрових буряків на добу.